# 纤细柽柳
纤细柽柳（学名：Tamarix tenuissima），为柽柳科柽柳属下的一个种。

## 扩展阅读
維基物種上的相關：纤细柽柳